# 川勝広良 (清三郎)
川勝 広良（かわかつ ひろかた）は、江戸時代前期から中期の旗本。広恒流川勝家の3代当主。

## 生涯
元禄9年（1696年）、鈴木重頼の二男として江戸に生まれ、はじめ鈴木直武の養子となったが、直武に男子が生まれたため戻され、後に川勝広能の婿養子となった。正徳2年（1712年）7月晦日、初めて将軍徳川家宣に拝謁した。享保5年（1720年）7月朔日、義父の広能の死去により家督（武蔵・下総・常陸内550石）を継ぎ、小普請となった。
享保7年（1722年）3月28日、書院番に列した。
享保8年（1723年）6月28日、28歳で早世した。わずか3年足らずの当主であった。家督は嫡男の川勝讃岐守広當が継いだ。